# Unterbäch
Unterbäch er en kommune i Raron-distriktet i kanton Valais i Schweiz.